# گئورگ تر-داوتیان
گئورگ زاکاری تر-داوتیان (ارمنی: Գևորգ Զաքարի Տեր-Դավթյան؛  زادهٔ ۲۵ اوت ۱۸۵۰ - درگذشته ۱۳ نوامبر ۱۹۳۴) بازیگر اهل ارمنستان بود. وی بین سال‌های - تا - میلادی فعالیت می‌کرد.

## زندگی‌نامه
وی در ۶ سپتامبر [سبک قدیمی: ۲۵ اوت] ۱۸۵۰ در تفلیس به دنیا آمد و از مدرسه نرسیسیان فارغ‌التحصیل گشت. وی همچنین برنده جوایزی همچون هنرمند مردمی ارمنستان شوروی شد. وی در ۱۳ نوامبر ۱۹۳۴ در سن ۸۴ سالگی در تفلیس درگذشت